# Casa dei Capitelli colorati

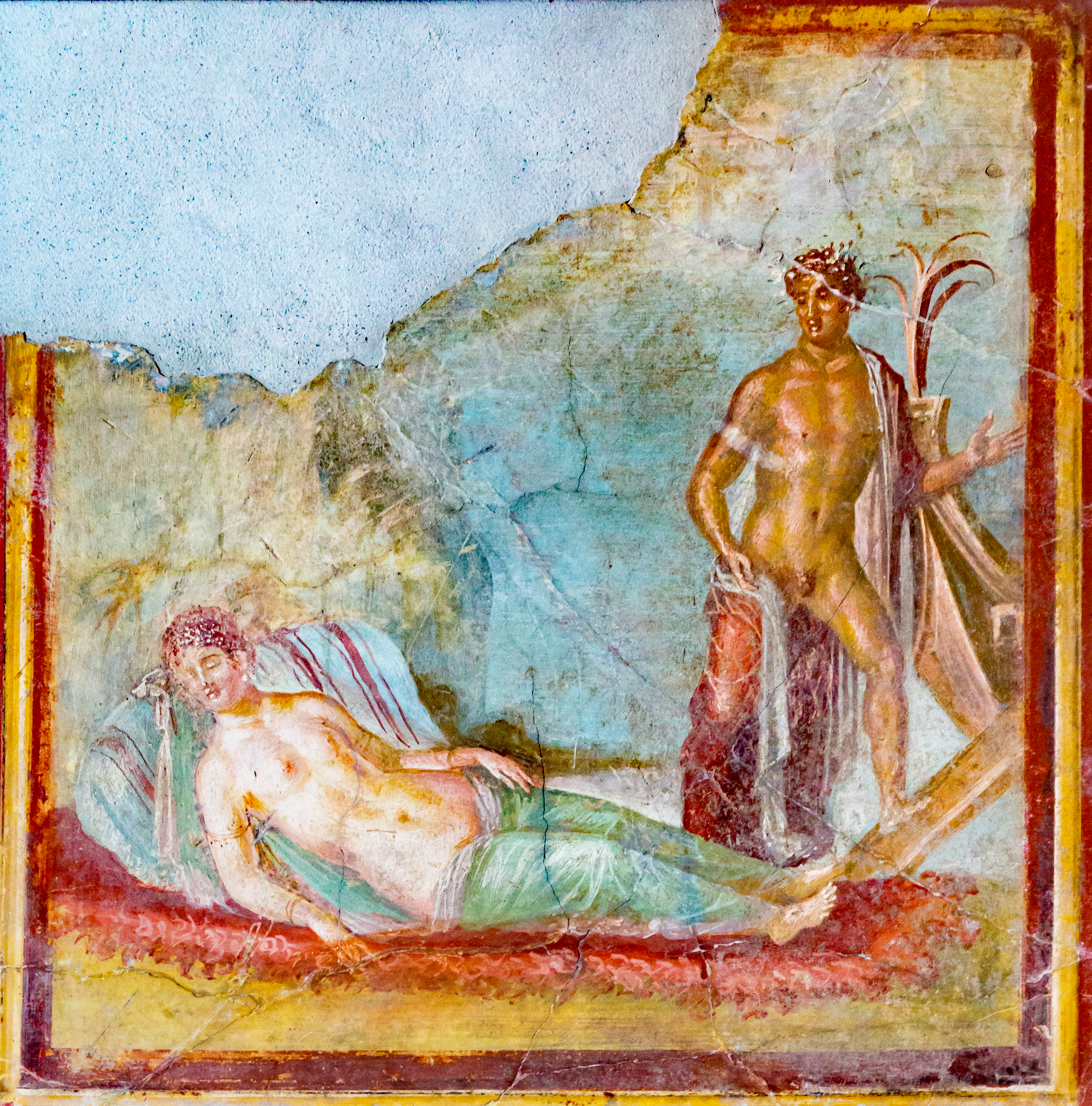
Theseus verlässt Ariadne, Neapel Archäologisches Nationalmuseum, Inv. Nr. 9052

Bei der Casa dei Capitelli colorati (Haus der bunten Kapitelle, auch Casa di Arianna Haus der Ariadne) handelt sich um ein großes Wohnhaus in Pompeji (VII.4.31/51), das 1822, 1832 und 1846 ausgegraben wurde. Das Haus war einst reich mit Malereien und Mosaiken dekoriert. Die Malereien sind heute zum Teil stark verblasst. Verschiedene Einzelbilder sind im Laufe der Zeit aus der Wand geschnitten worden und befinden sich heute im Nationalmuseum in Neapel.

## Beschreibung
Das große Haus nimmt die ganze Länge einer Insula ein und entstand durch die Zusammenlegung diverser kleinerer Häuser. Der Wohnbau besitzt ein Atrium und zwei große Peristyle. Das Peristyl im Zentrum des Hauses hat ein Wasserbecken und bemalte ionische Säulen, die dem Haus seinen modernen Namen gaben. Das einst zweigeschossige Haus verfügte über ein eigenes Bad. Viele Räume sind mit Wandmalereien dekoriert. Das Bild des Dionysos und der Ariadne und andere Bilder der Letzteren gaben dem Haus seinen zweiten modernen Namen. Einige Räume sind mit Fußbodenmosaiken versehen. Zu den besonderen Funden aus dem Haus gehören zwei Marmorintarsienarbeiten, die bacchische Szenen zeigen.

## Galerie

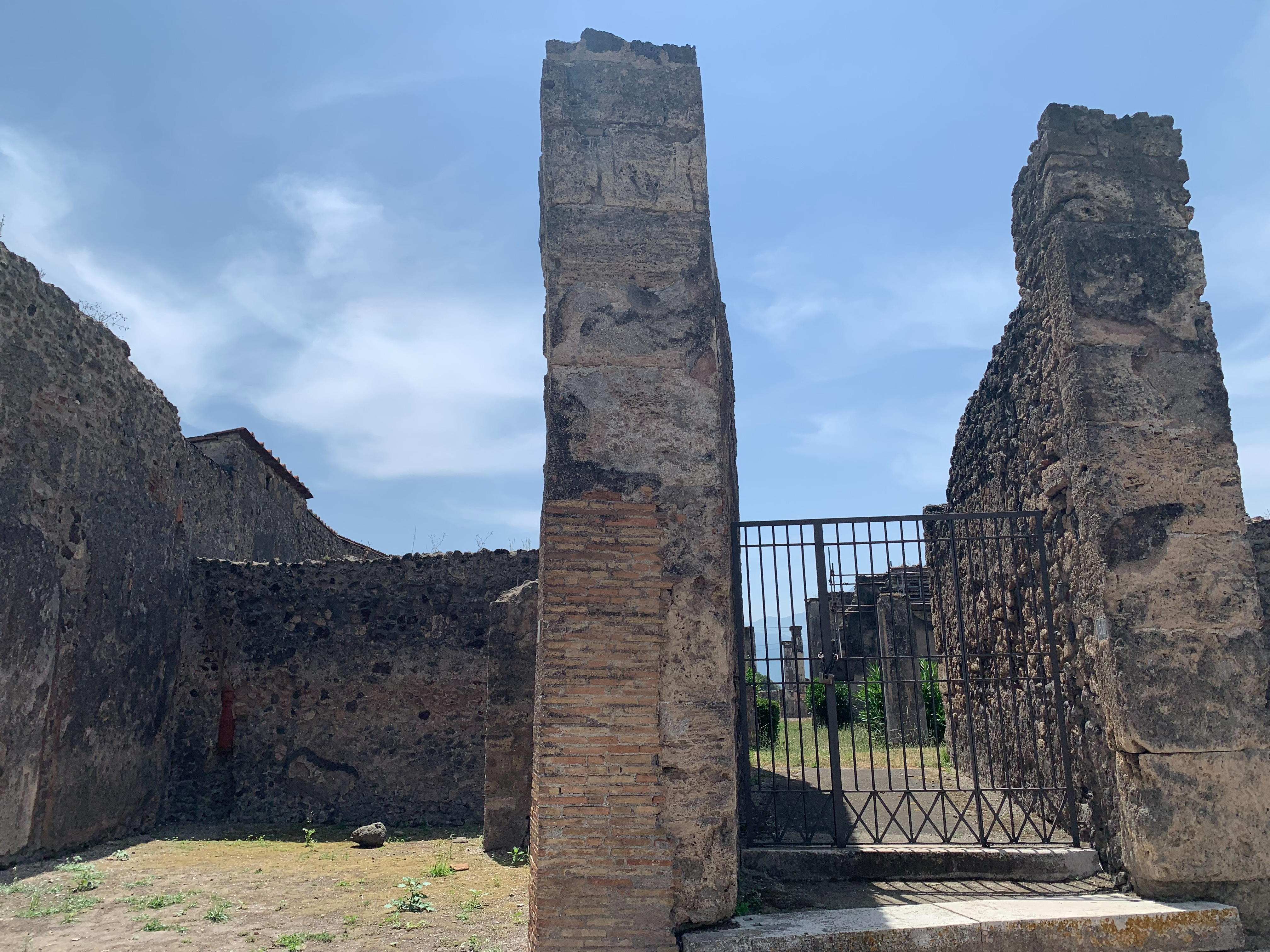
Eingang
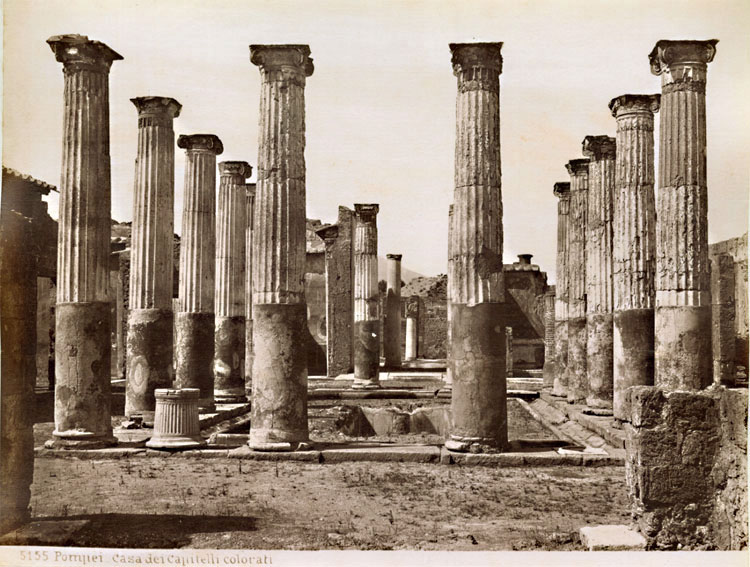
Blick auf das Peristyl mit ionschen Säulen
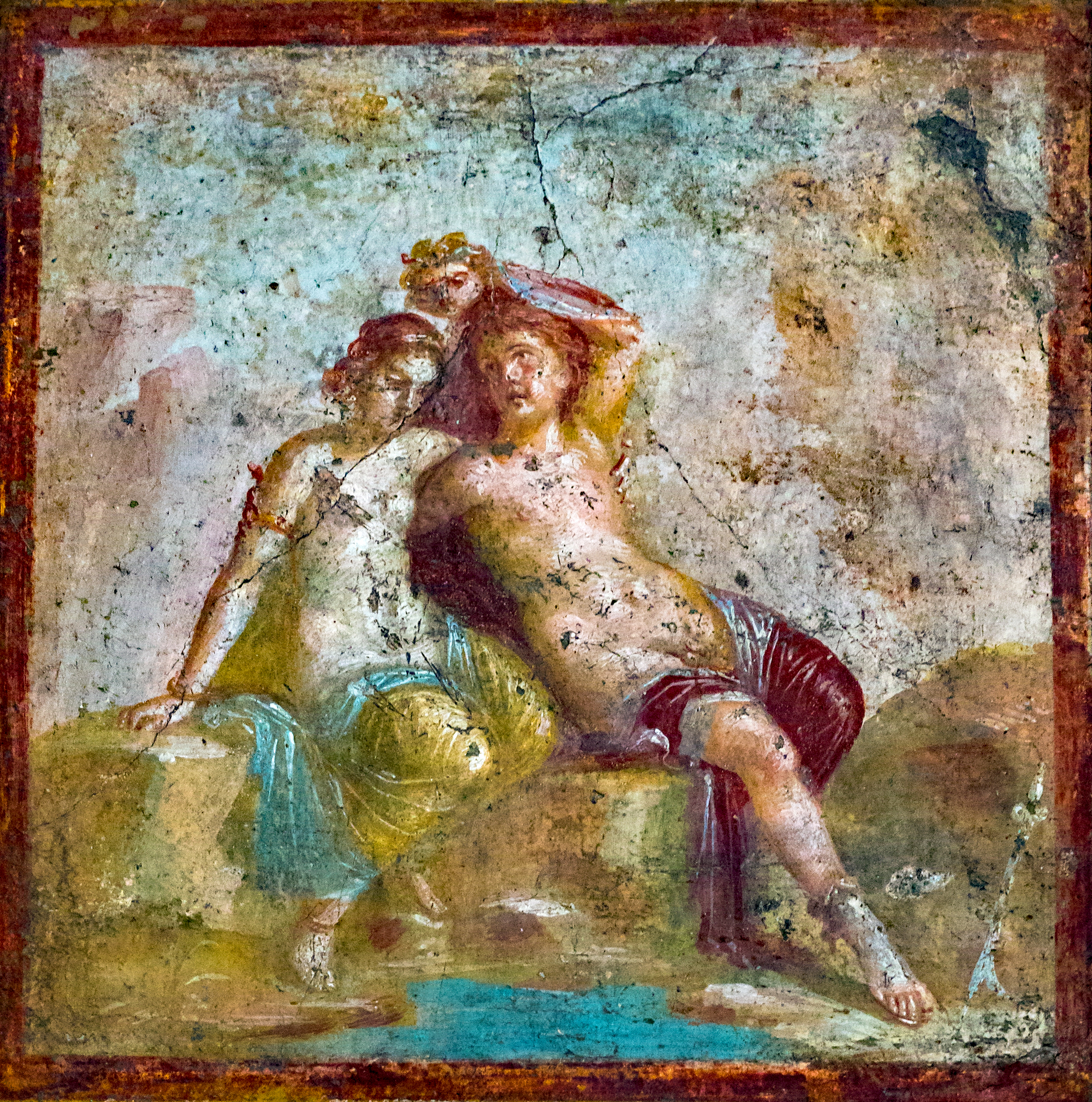
Perseus und Andromeda
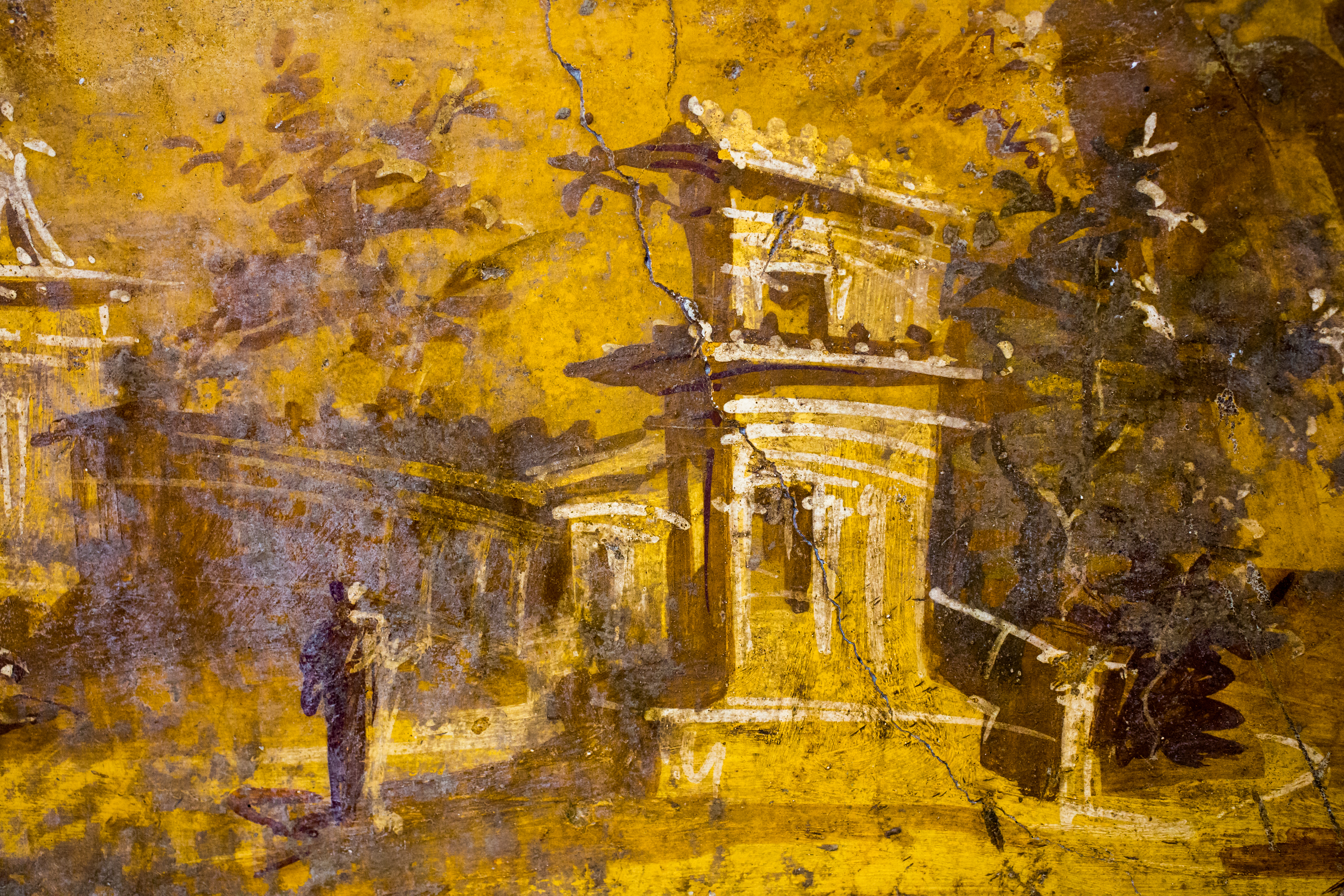
Landschaft
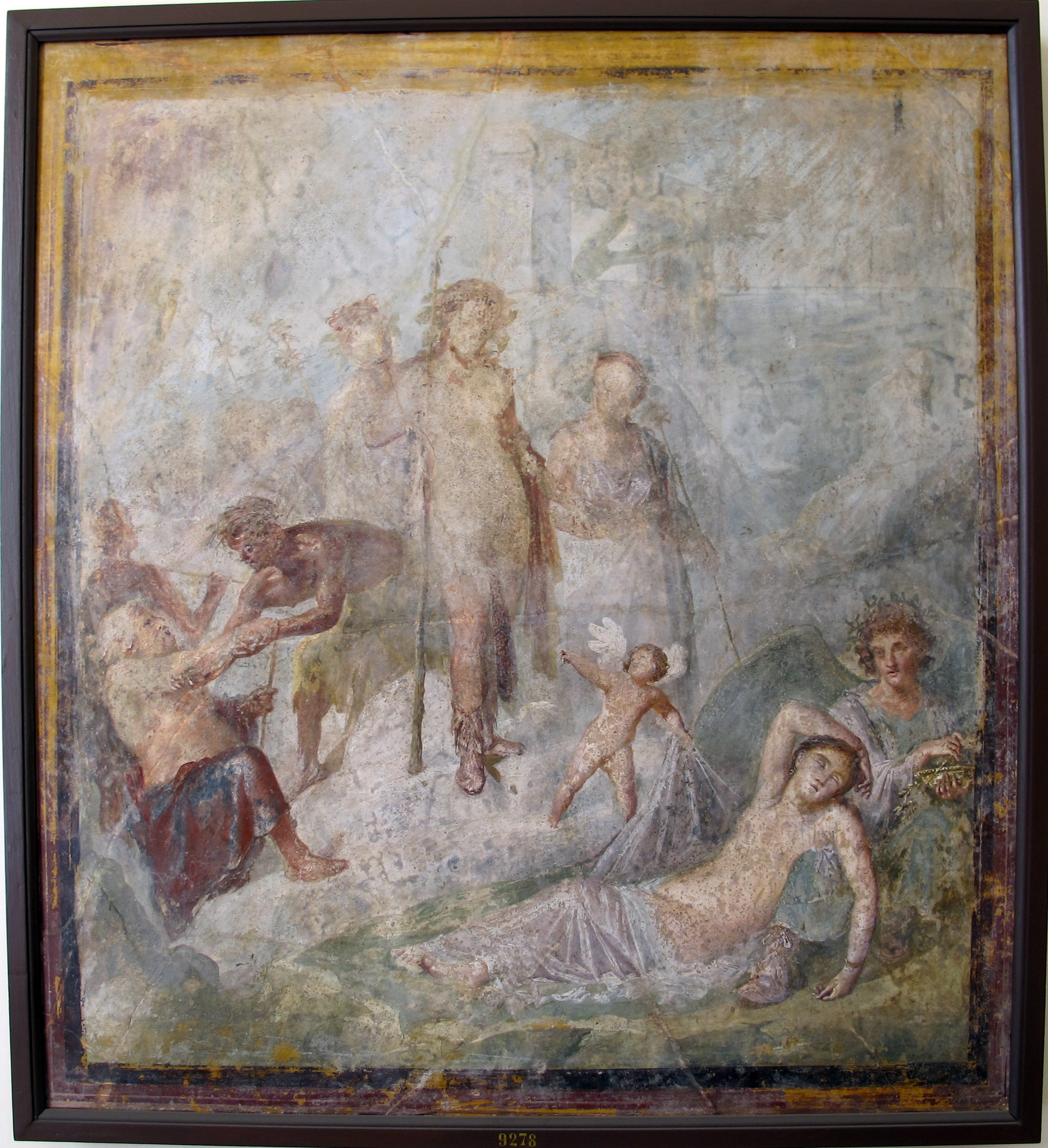
Dionysos und Ariadne, Archäologisches Nationalmuseum Neapel, Inv. Nr. 9278.
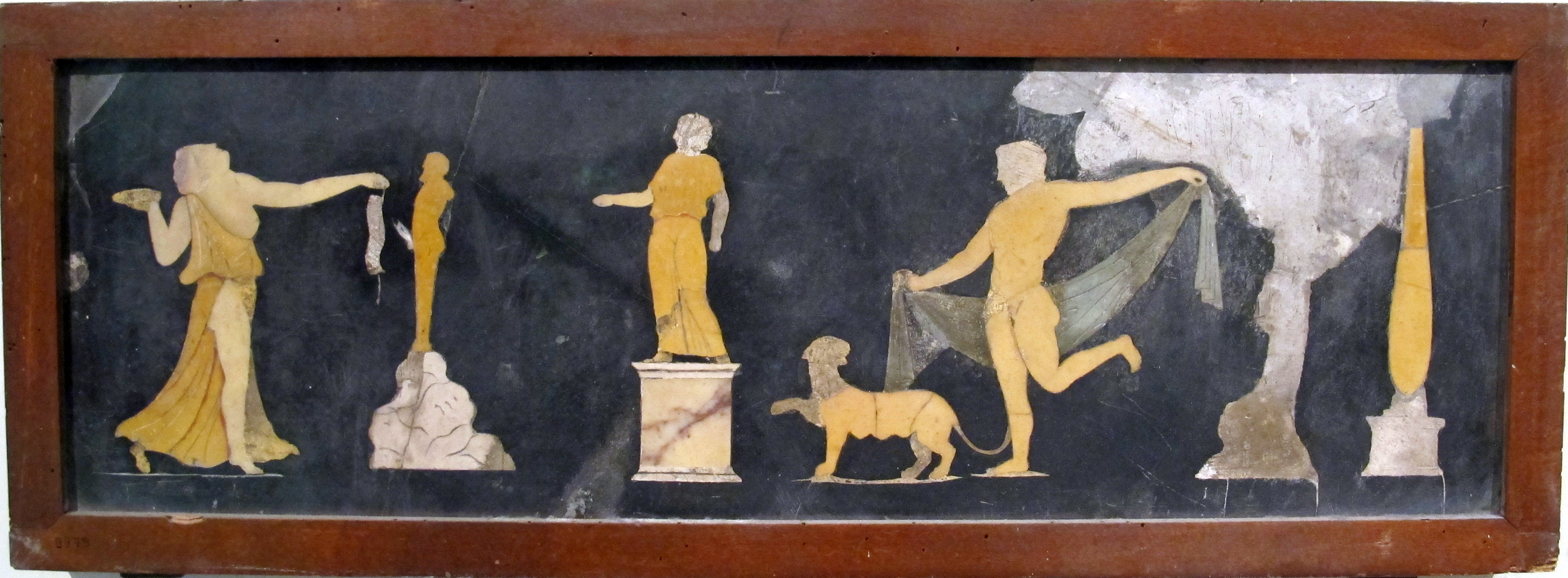
Intarsienarbeit